# Lem (Skive Kommune)
 For alternative betydninger, se Lem. (Se også artikler, som begynder med Lem)
Lem er en by på halvøen Salling med 491 indbyggere  (2024), beliggende 7 km syd for Rødding, 8 km sydvest for Balling, 20 km sydvest for Roslev og 16 km vest for Skive. Byen hører til Skive Kommune og ligger i Region Midtjylland. I 1970-2006 hørte byen til Spøttrup Kommune.
Lem hører til Lem Sogn. Lem Kirke ligger i byen.

## Faciliteter
- Lem Skole har 140 elever, fordelt på 0.-6. klasse. Skolen har SFO for 0.-3. klasse og eftermiddagsklub for 4.-6. klasse.[2]
- Børnehaven Birkely er opført i 2018 ved skolen og har plads til 40 børn i alderen 2-6 år.[3]
- Lem Kulturhus blev indviet i august 2007.[4] Alle områdets foreninger er med i Kulturnetværket, som administrerer fordelingen af de mange lokaler: hallen, gymnastiksalen, "trompetsalen", mediateket, ungdomslokalet, spinningrummet og mødelokalet.
- Lem Samlingshus fra 2013 er et forsamlingshus med plads til 125 spisende gæster i den store sal og 40 i den lille. Over for huset ligger byens aktivitetsområde med legeplads, bålhytte, fitness og stier.
- Lem Plejecenter er genopført i 2006 og har 20 2-værelses lejligheder samt en midlertidig bolig.
- Lem har købmand og pizzeria/grillbar
- Lem har en filial af Sparekassen Vendsyssel, men den forventes nedlagt ved sparekassens fusion med Salling Bank.[5]

## Historie

### Landsbyerne
I 1901 blev Lem beskrevet således: "Lem Kirke med Præstegd. og Byerne: Nørre-Lem med Skole, Forsamlingshus (opf. 1888), Fattiggaard (opr. 1888, Plads for 26 Lemmer), Sparekasse (opr. 20/12 1889...Antal af Konti 371) og Andelsmejeri (Brodal); Vester-Lem;...Sønder-Lem." Det høje målebordsblad fra 1800-tallet viser desuden et jordemoderhus.
Vejby Sogn var anneks til Lem Sogn og havde altså ikke egen præst. Lem-Vejby pastorat blev grundlaget for Lem-Vejby sognekommune, der fungerede frem til kommunalreformen i 1970.

### Stationsbyen
Lem fik jernbanestation på Vestsallingbanen (1924-66). Stationen blev anlagt midt mellem den bebyggelse, der samlede sig omkring vejkrydset ved kirken, og mejeriet Brodal. Stationen fik navn efter mejeriet fordi der i forvejen fandtes en Lem Station ved Ringkøbing og Lem trinbræt på Randers-Hadsund Jernbane. Brodal Station havde omløbs-/læssespor med pakhus og svinefold ved hovedsporet.
Det lave målebordsblad fra 1900-tallet viser desuden bageri, telefoncentral, lægebolig og et asyl.
Stationsbygningen er bevaret på Amtsvejen 53. Den asfalterede cykel- og vandresti "Vestsallingstien" går gennem Lem. I forlængelse af Ringvej følger den ½ km af Vestsallingbanens tracé mod nordvest til Brodal Station.